# Aeroportul Internațional Eugen Doga Chișinău
Aeroportul Internațional „Eugen Doga” Chișinău (cod IATA: RMO, cod ICAO: LUKK) este principalul aeroport internațional din Republica Moldova și unul din principalele puncte de intrare în Republica Moldova. Aeroportul este localizat la periferia orașului Chișinău, în cartierul Galata, lângă șoseaua R2, care leagă orașul cu Transnistria și sud-estul țării. Este hub-ul și centrul de operațiuni pentru companiile HiSky și FlyOne. La 31 mai 1995, Аeroportului Chișinău a fost certificat la rangul de aeroport Internațional. Se află sub administrația statului.
Aeroportul Internațional Chișinău este membru al Consiliului Internațional al Aeroporturilor (regiunea Europei), al Asociației „Aeroport” a Aviației Civile a țărilor CSI, precum și al ALFA ACI (L’association des Aeroports de Langue Francaise Associes a l’Aeroports Council International).

## Galerie

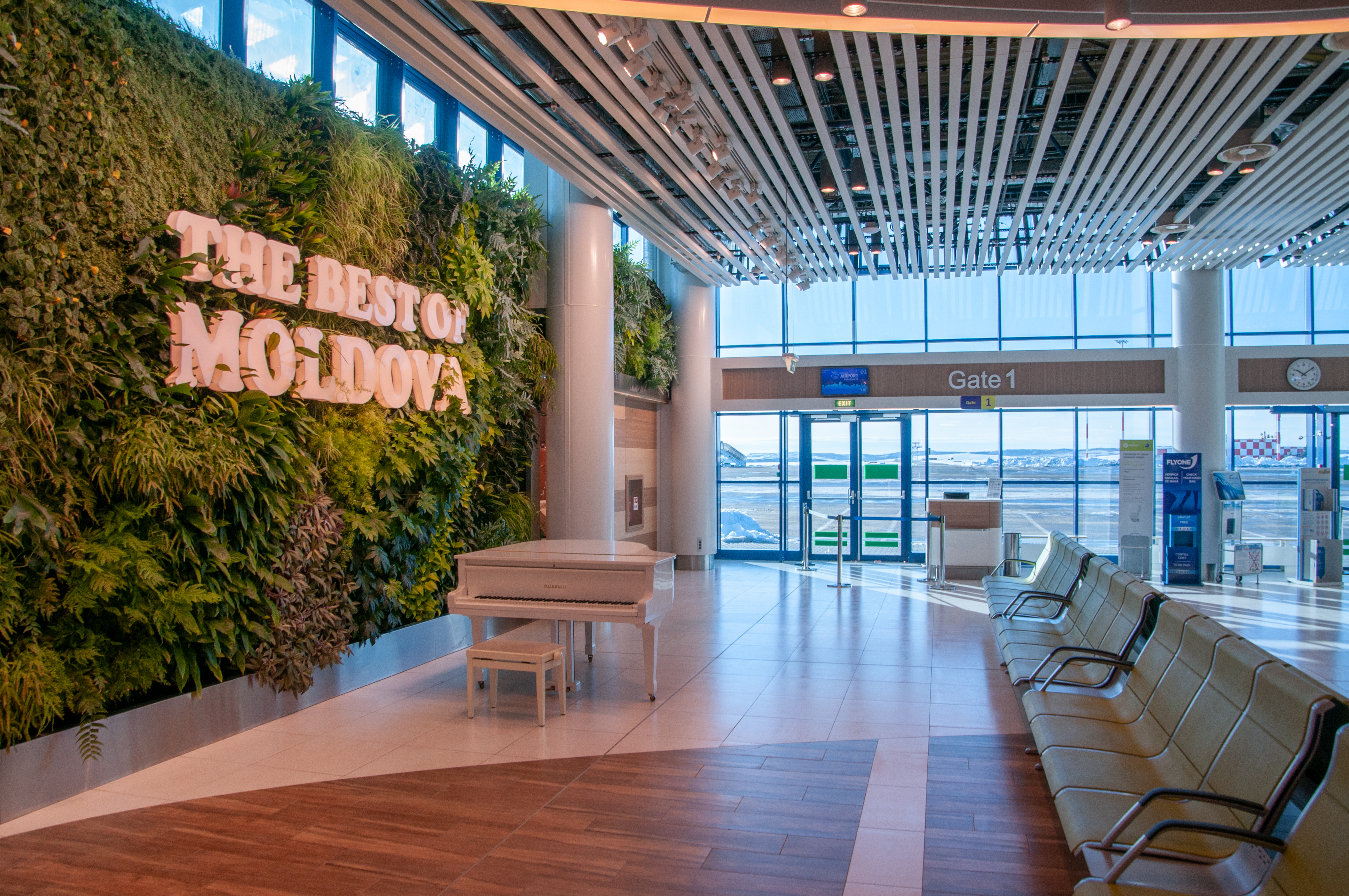
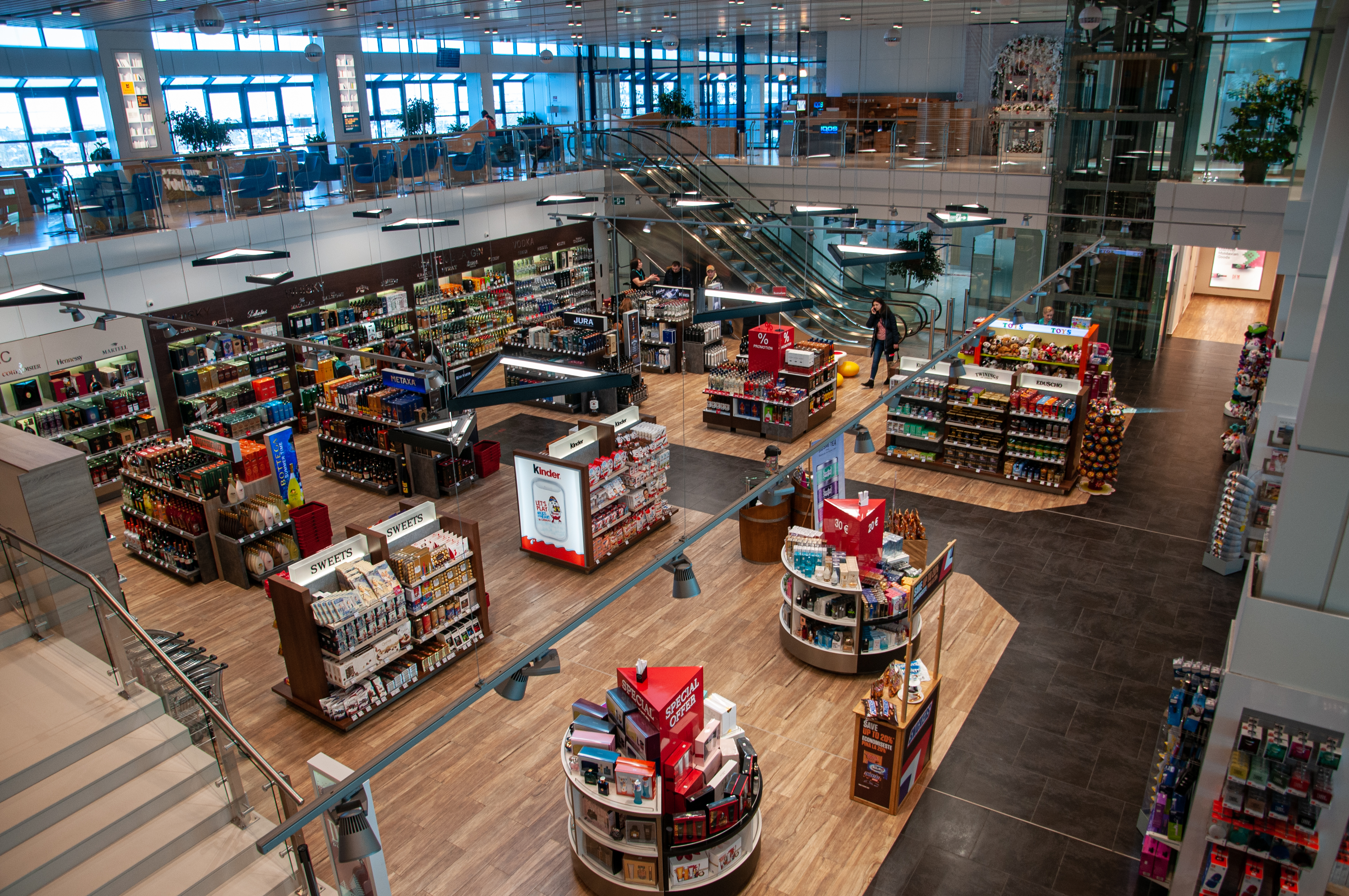
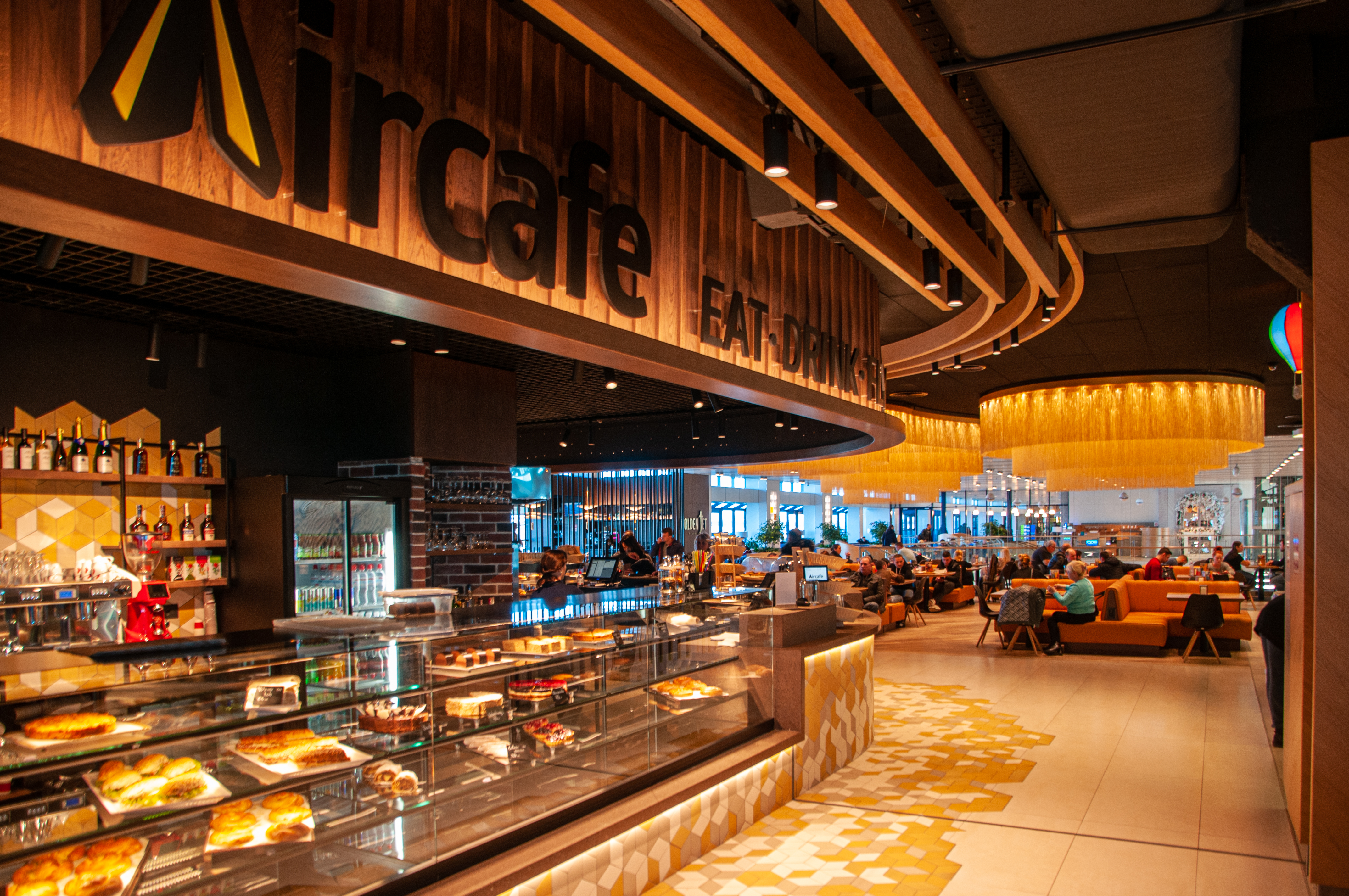
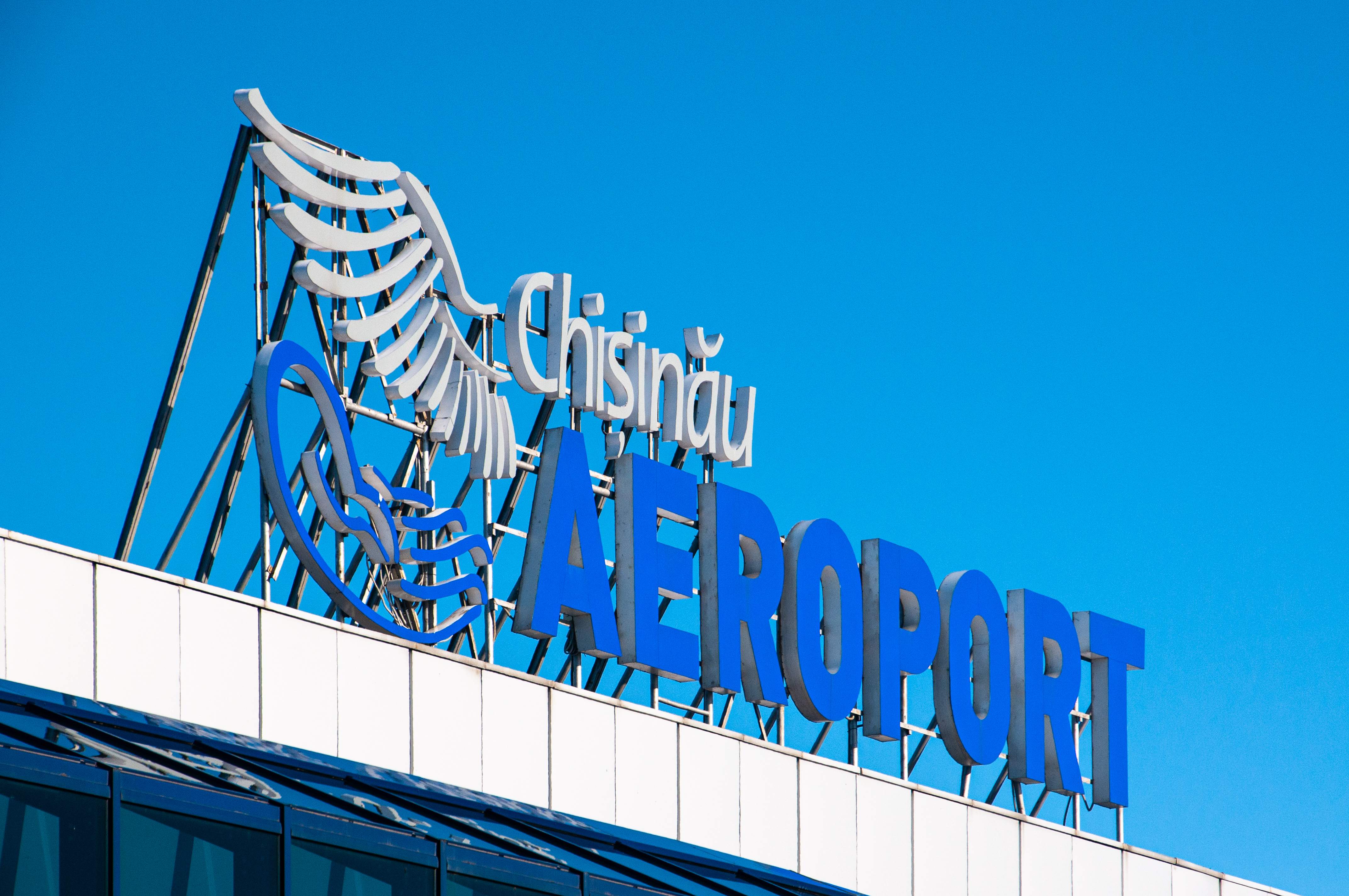

## Istoric
Primele zboruri regulate către Chișinău au început pe 24 iunie 1926, pe ruta București–Galați–Chișinău și Iași. Zborurile au fost operate de CFRNA, ulterior LARES. O placă comemorativă, care descrie primul zbor către Chișinău, a fost amplasată în aeroport.
Terminalul actual datează din perioada sovietică, fiind construit în anii 1970. Astfel, stilul construcției este foarte asemănător cu alte aeroporturi mici din fosta Uniune Sovietică – un singur terminal construit pentru a asigura zboruri interne, fără facilități de vămuire sau de securitate. Acest lucru a determinat conducerea aeroportului să renoveze complet aeroportul în 1999 și 2000. Reconstrucția aeroportului a fost realizată din contul mijloacelor financiare alocate de Guvernul Republicii Modova (3 mln. dolari) și creditului acordat de către Banca Europeană pentru Reconstrucție și Dezvoltare (9 mln. dolari).
La intrarea în aeroport din 2005 există un monument al aeronavei Tu-134
În 2007, prin intermediul curselor regulate și charter, operate de 15 companii aeriene, fluxul de pasageri a constituit peste 688,8 mii de persoane. În același an s-a produs rebranding-ul aeroportului.
La 24 octombrie 2008 a fost lansat cel de-al doilea proiect de modernizare a aeroportului, lucrările fiind efectuate de compania germană Hochtief AirPort GmbH. Un an mai târziu a început proiectul de construcție a parcării auto supraetajate în proximitatea terminalului. Parcarea multietajată, cu 800 de locuri, a fost dată în exploatare la 17 mai 2015. Costul lucrărilor este de aproximativ șapte milioane de euro.
La 22 decembrie 2008, Aeroportului Internațional Chișinău i-a fost acordat certificatul ISO 9001:2000. La 19 ianuarie 2011, a obținut acreditarea privind emisiile reduse de CO2.
La 31 octombrie 2013, Aeroportul Internațional Chișinău а semnat un contract de cooperare bilaterală cu Aeroportul Manas din Kîrgîzstan, care prevede conlucrarea în vederea schimbului de experiență și căutarea în comun a unui operator aerian, care va crea puntea de legătură spre Europa, prin Chișinău.
În noiembrie 2013, aeroportul a fost concesionat pe o perioadă de 49 de ani către „Avia Invest” SRL, firmă cu acționariat rusesc. La data de 23 noiembrie 2022, Curtea de Apel Chișinău a dispus cu titlu definitiv și executoriu anularea contractului de concesionare. Drept urmare, aeroportul s-a întors sub administrația Republicii Moldova.
La 30 iunie 2023, un bărbat a împușcat mortal două persoane și a rănit o alta pe teritoriul aeroportului, după ce i s-a refuzat intrarea în țară. Făptașul a fost apoi împușcat și reținut de forțele de securitate și a murit din cauza rănilor suferite trei zile mai târziu.
Pe 18 ianuarie 2024 codul IATA s-a schimbat din KIV în RMO.
La 17 iulie 2025 Aeroportului Internațional Chișinău i-a fost conferită denumirea de Aeroportul Internațional Chișinău „Eugen Doga”.

## Facilități
Aeroportul are o singură pistă de aterizare (de 3590 m, din beton), un singur terminal și o anexă. Aeroportul deține facilități pentru aterizări Cat. III. Terminalul principal are 7.600 de metri pătrați, iar anexa are 4.270 metri pătrați.
Există 12 porți, 18 birouri de check-in și două benzi de bagaje. În aeroport există magazine duty-free, baruri, birouri de schimb valutar, un automat bancar, un birou de știri, un magazin de ziare, un punct de prim-ajutor și un birou de informații. Pentru pasagerii VIP este disponibilă o sală lounge.

## Destinații

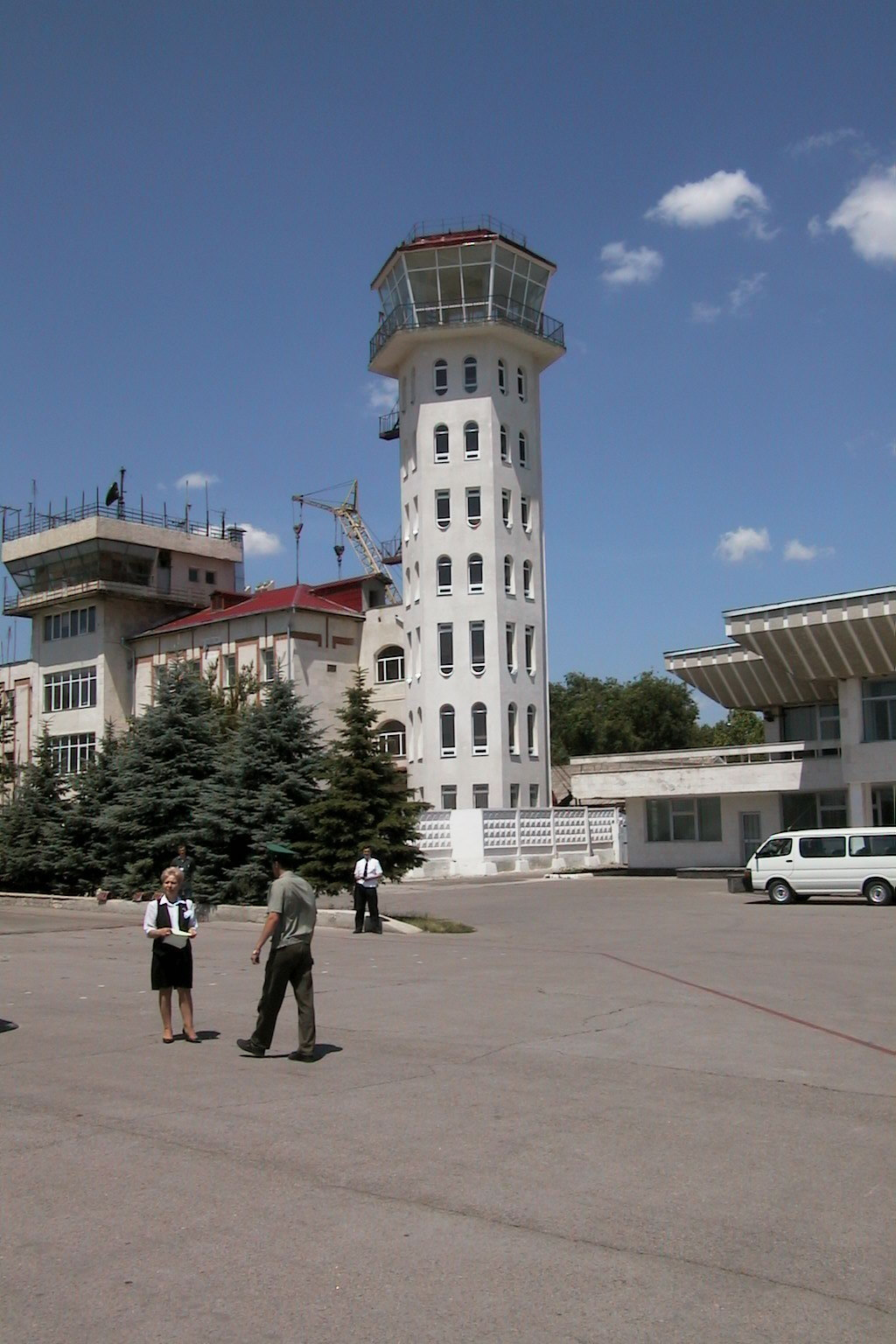
Turnul de control al Aeroportului

În prezent, 16 companii aeriene efectuează zboruri charter și zboruri regulate pe/de pe Aeroportul Internațional Chișinău spre 22 destinații mondiale. 4 transportatori aerieni naționali și 12 internaționali activează pe Aeroportul Chișinău.
Serviciile directe asigurate sunt destul de bine extinse pentru continentul european, în schimb continentul asiatic sau cele american nu este deloc reprezentat pe aeroport. Sunt în jur de  600 de aterizări și decolări săptămânal. Linia aeriană principală este linia națională Air Moldova (40%), S7 Airlines (15%), Turkish Airlines (9%), Lufthansa (6%) și Austrian Airlines (5%).
Datorită politicii atractive de stimulare a companiilor aeriene a fost posibilă atragerea a astfel de operatori noi ca Wizz Air, precum și s-a contribuit la lansarea rutelor noi, operate de către Volotea.
| Companii Aeriene    | Destinații |
| ------------------- | --- |
| Aegean Airlines     | Atena |
| airBaltic           | Sezonier: Riga (din 4 mai 2024) |
| Austrian Airlines   | Viena |
| Eurowings           | Sezonier: Köln (din 1 mai 2024), Stuttgart (din 18 mai 2024) |
| FlyOne              | Amsterdam, Berlin, Bologna, Bruxelles, Dubai-International, Dublin, Dusseldorf, Frankfurt-Hahn, Istanbul, Lisabona, Londra-Luton, Londra-Stansted, Milano-Malpensa, Munchen, Paris-Charles de Gaulle, Parma, Praga, Roma-Fiumicino, Tbilisi, Salonic, Verona, Erevan Sezonier: Barcelona, Dubai-Al Maktoum, Larnaca, Madrid, Nisa, Valencia Charter sezonier: Antalya, Bodrum, Heraklion, Izmir, Sharm el-Sheih, Tivat |
| Freebird Airlines   | Sezonier: Antalya |
| Georgian Wings      | Tbilisi |
| HiSky               | Paris-Beauvais, Milano-Bergamo, Bologna, București-Otopeni, Dublin, Dusseldorff, Frankfurt, Hamburg (din 25 mai 2024), Istanbul, Londra-Stansted, Roma-Fiumicino, Tel Aviv, Veneția Charter sezonier: Hurghada |
| Israir              | Tel Aviv |
| LOT Polish Airlines | Varșovia-Chopin |
| Lufthansa           | Frankfurt (din 29 aprilie 2024) |
| Southwind Airlines  | Charter sezonier: Antalya |
| TAROM               | București-Otopeni |
| Turkish Airlines    | Istanbul |
| Wizz Air            | Budapesta, Londra-Luton, Milano-Malpensa, Roma-Fiumicino, Veneția |

## Trafic
În anul 2018 aeroportul a deservit 2.828.626 de pasageri, în creștere cu 3% comparativ cu anul 2017. Numărul de pasageri a crescut de peste 10 ori comparativ cu anul 2000, iar numărul de zboruri aproape s-a triplat, atingând 27.949 mișcări în 2018.
|  | Graficele sunt indisponibile din cauza unor probleme tehnice. Mai multe informații se găsesc la Phabricator și la wiki-ul MediaWiki. |

Vezi interogarea Wikidata.

## Distincții

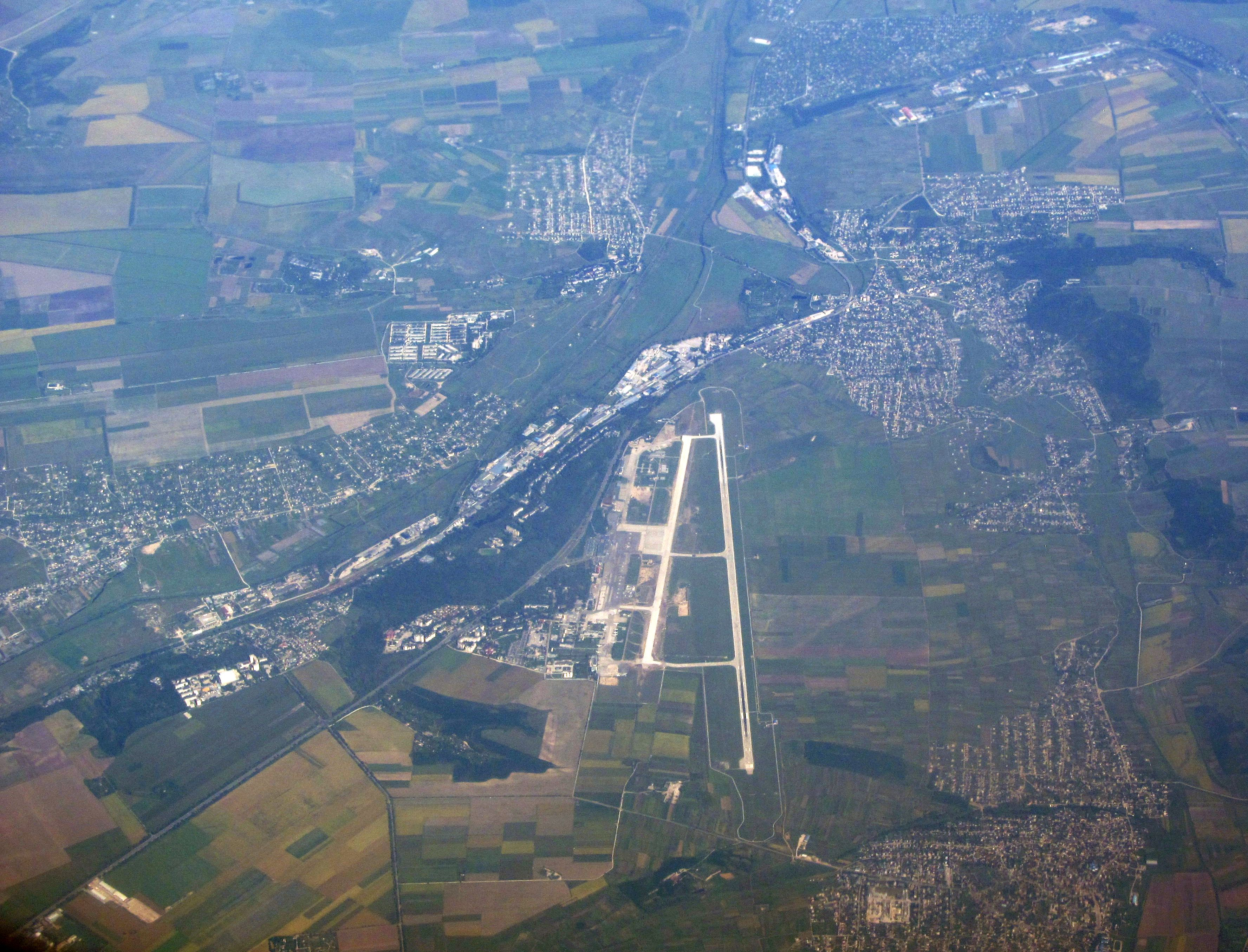
Aeroportul văzut de sus

Aeroportul a fost recunoscut în 2007 ca „Aeroportul ce se dezvoltă cel mai intensiv” printre aeroporturile statelor CSI cu un volum de transportare a pasagerilor de la 0,5 până la 1 mln.; a primit o recunoaștere similară și în 2013. A mai obținut distincția „Cel mai bun Aeroport al anului din țările CSI” în 2008, 2009 și 2010.

## Transport public
Aeroportul Internațional Chișinău este deservit de ruta de troleibuz 30 (a cărei stație terminus este amplasată direct în fața terminalului de sosiri/plecări) și ruta de autobuz 33, care circulă de-a lungul magistralei adiacente R2. Ambele mijloace de transport fac legătura cu centrul orașului Chișinău și circulă doar ziua.